# Czermak (Familie)

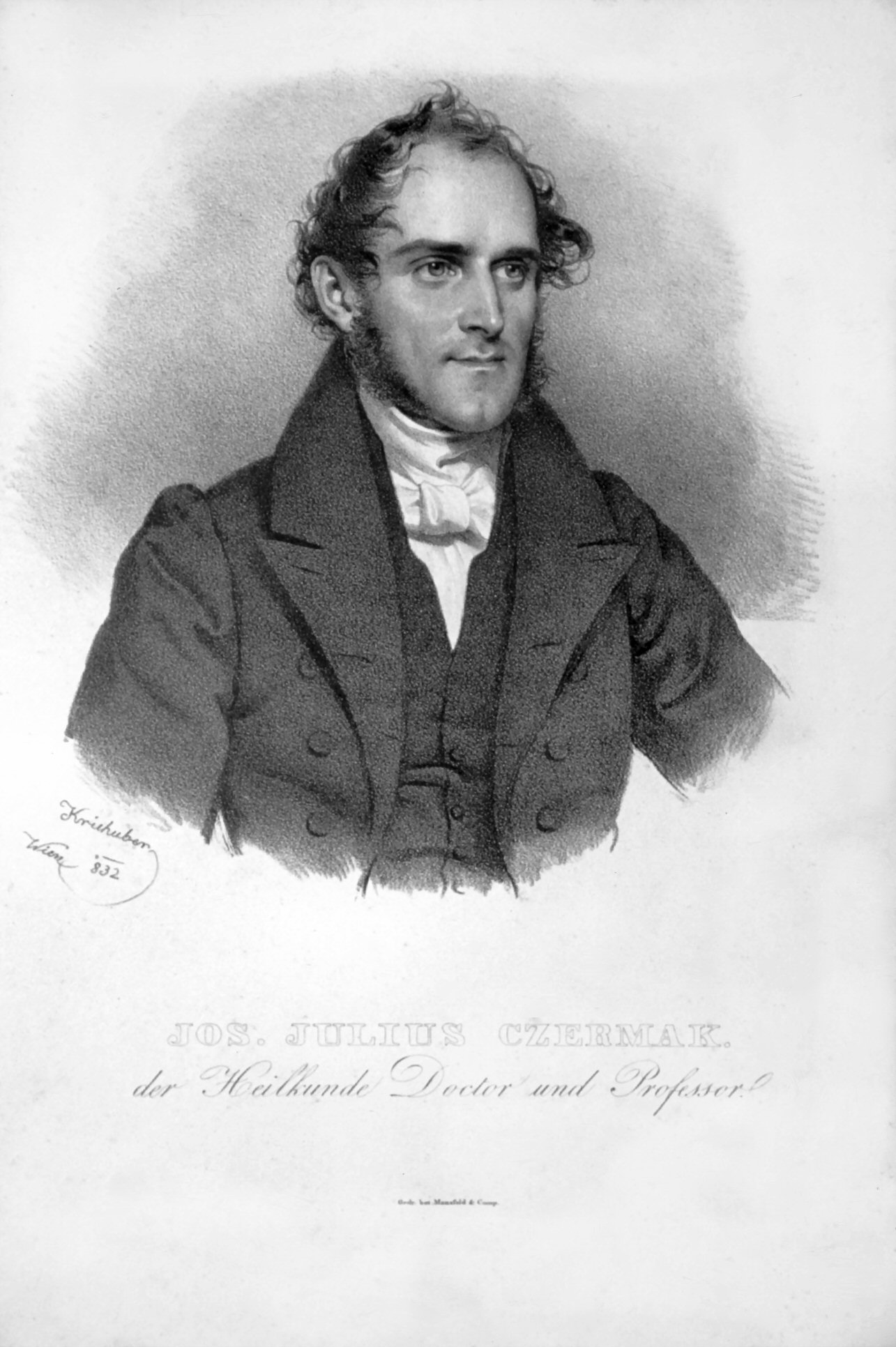
Porträt von Joseph Julius Czermak (von Joseph Kriehuber)

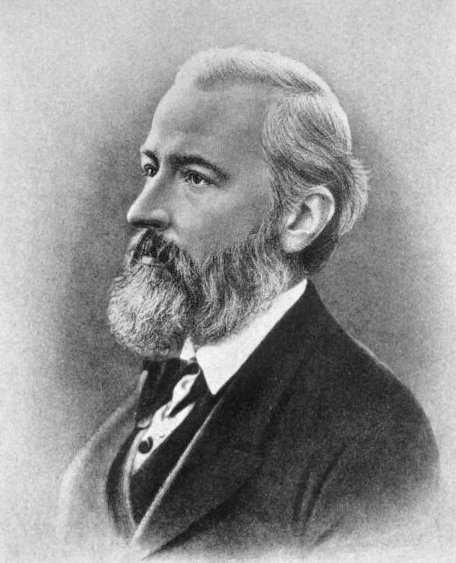
Porträt von Johann Nepomuk Czermak

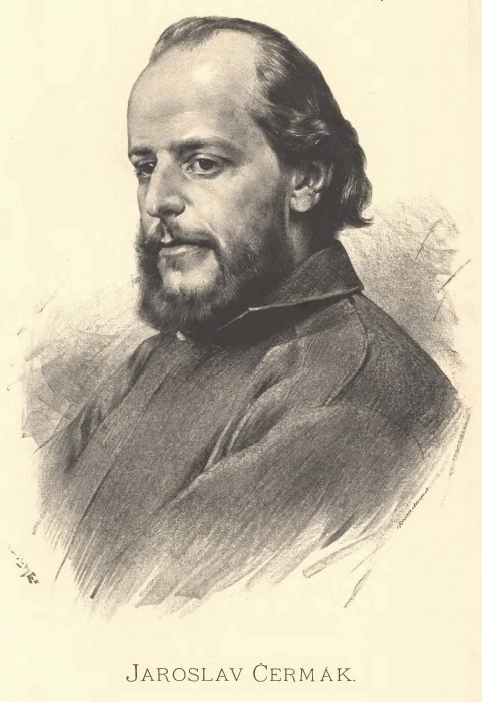
Porträt von Jaroslav Čermák (von Jan Vilímek)

Die Familie Czermak, auch Čermák (tschechisch für Rotkehlchen) ist eine aus Prag stammende Akademikerfamilie. Sie brachte viele namhafte Mediziner hervor.
1. Joseph Czermak, Arzt in Prag[1]
  1. Johann Conrad Czermak (* 19. Februar 1797; † 5. Februar 1843), praktischer Arzt in Prag[2][3]
    1. Joseph Czermak (1825–1872), Psychiater in Prag, Brünn und Graz[1]
      1. Wilhelm Czermak (1856–1906), Augenarzt und Hochschullehrer in Wien, Innsbruck und Prag[1][4]
        1. Wilhelm Czermak (1889–1953), Ägyptologe, Afrikanist und Hochschullehrer in Wien[1][4]

      2. Paul Czermak (1857–1912), Physiker und Hochschullehrer in Graz und Innsbruck[1][4]
        1. Hans Czermak (1892–1975), Arzt und Ärztefunktionär[5]

    2. Johann Nepomuk Czermak (1828–1873), Physiologe in Prag, Krakau, Budapest, Jena und Leipzig[1]
 ⚭ 1853 in Prag, Marie von Lämel (1829–1880), Tochter des Leopold von Lämel[6]
      1. Heinrich Czermak (1854–1884)
      2. Ernst Oswald Czermak (1855–1920), Major[7]
      3. Sophie Josefine Friederike (1856–1944) ⚭ 1875 Friedrich Martin Schubart (1840–1899)
      4. Leopold (Leo) Czermak (1866–1934), deutscher Offizier und Kommunalpolitiker ⚭ 1892 Resa Vogl[8]
        1. Johann Czermak (1896–1928), deutscher Pilot, Offizier, Luftbildfotograf und Waffenschmuggler

    3. Jaroslav Čermák (1830–1878), Historienmaler in Prag[1]

  2. Joseph Julius Czermak (1799–1851), Physiologe und Anatom in Prag und Wien[1]